# Пламен Николов
Пламен Иванов Николов (Дрјаново, 20. август 1961) је бивши бугарски фудбалер. Играо је на позицији голмана.

## Успеси
Локомотива Софија
- Куп Бугарске (1) : 1981/82.[3]

 Левски Софија
- Прва лига Бугарске (3) : 1992/93, 1993/94, 1994/95.[4]
- Куп Бугарске  (2) : 1991/92,[4] 1993/94.[5]